# Bilis Bilis
Bilis Bilis is een bestuurslaag in het regentschap Sumenep van de provincie Oost-Java, Indonesië. Bilis Bilis telt 3361 inwoners (volkstelling 2010).